# Moisburg
Moisburg település Németországban, azon belül Alsó-Szászország tartományban. Lakosainak száma 2093 fő (2023. december 31.). Moisburg Buxtehude, Neu Wulmstorf, Beckdorf, Appel, Hollenstedt és Regesbostel községekkel határos.

## Népesség
A település népességének változása:
| Lakosok száma | 1891 | 1936 | 1902 | 2027 | 2074 | 2093 |
|               | 2016 | 2017 | 2019 | 2021 | 2022 | 2023 |